# آفتاب‌گیر

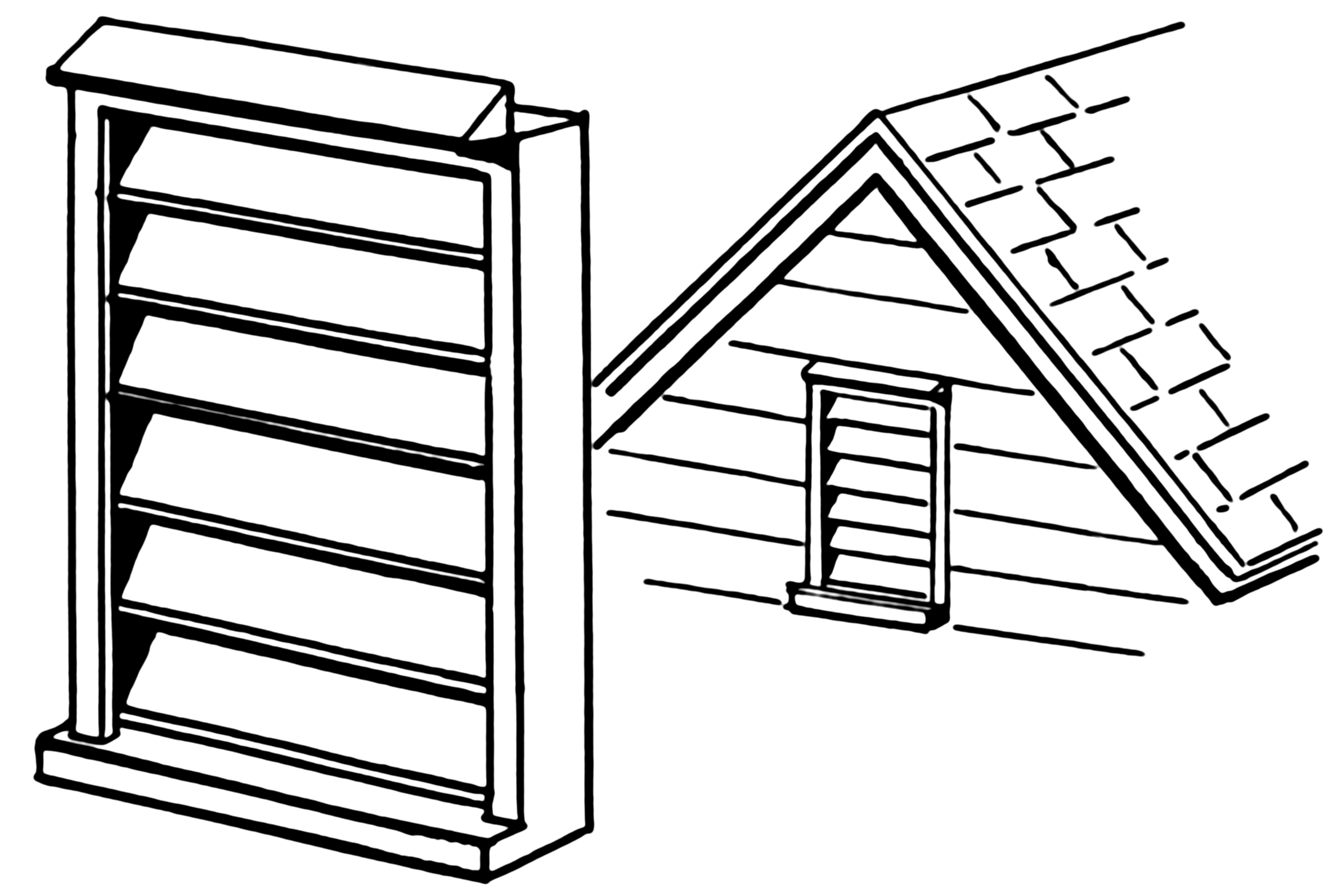
ایده یک آفتابگیر

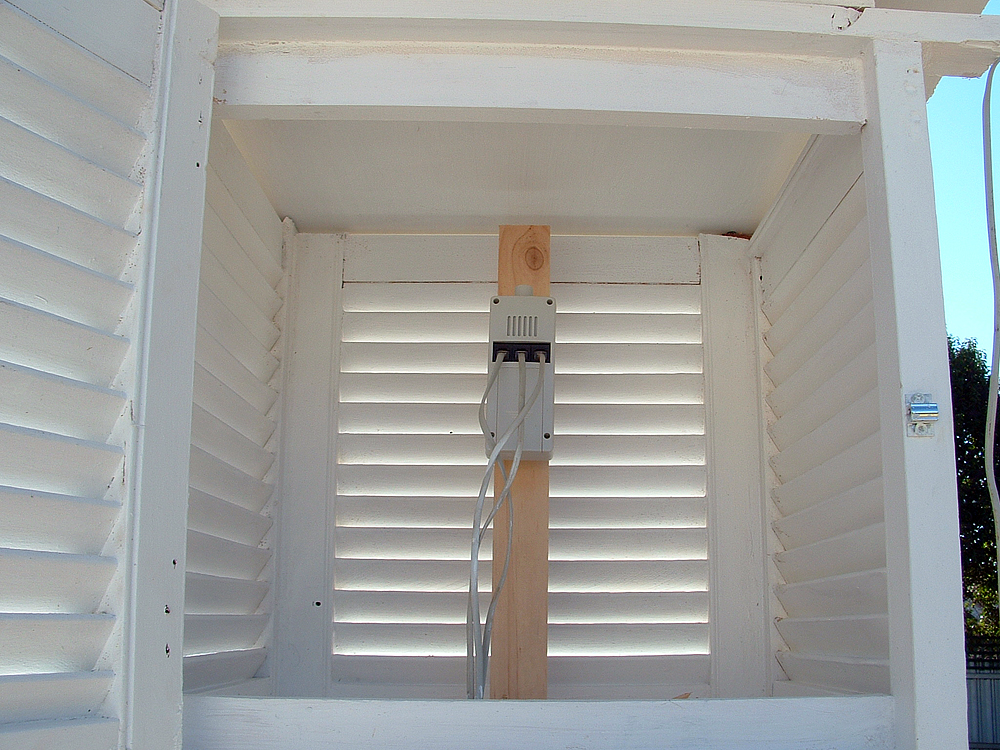
یک آفتابگیر

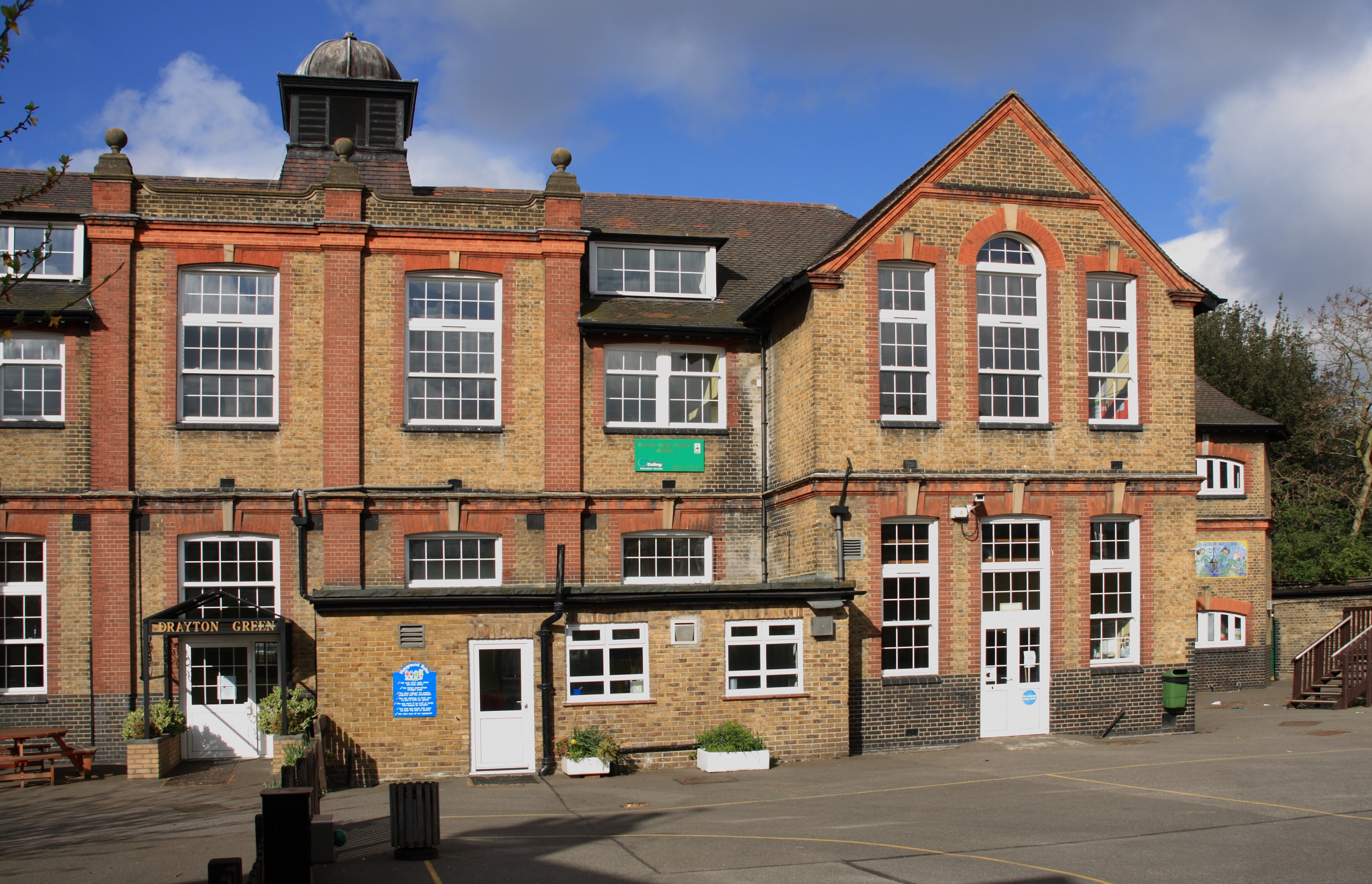
یک آفتابگیر

آفتابگیر، شیدر یا لوور (به انگلیسی: Louver) یک پنجره بسته یا یک حائل با تیغه‌های افقی زاویه دار جهت عبور نور و هوا می‌باشد. لیکن از تابش نور مستقیم خورشید، باران و آلودگی صوتی جلوگیری می‌کند. زاویه تیغه‌ها ممکن است قابل تنظیم یا غیرقابل تنطیم و ثابت باشند. در زبان فرانسوی آفتابگیر را پرسی‌یِن (به فرانسوی: persienne) گویند که به معنای پارسی و بیانگر الهام گرفتن اروپاییان از معماری ایرانی در ساخت آفتابگیر بشکل امروزی است. 

## پیشینه
لوور یا دودکش در قرون وسطی به عنوان سازهٔ فانوس چوبی که در بالای سوراخ سقف آشپزخانه‌های بزرگ نصب می‌شد تا امکان تهویه برای آشپزخانه در عین حال عدم ورود برف و باران را ایجاد کند. آن‌ها در واقع جایگزین بهتری برای سازه‌های خام یک بار مصرف بودند. بعدها آن‌ها به طرح‌های پیچیده‌تر با جزئیات بیشتر از جنس سفال در آمدند بیشتر، شبیه هواکش‌های مدرن امروزی بودند؛ با تیغه‌های قایل تنظیمی که با کشیدن یک طناب باز و بسته می‌شدند.

## ساختار (جنس مصالح)
لوورهای مدرن اغلب از جنس آلومینیومی، فلزی، چوبی، یا شیشهای ساخته می‌شوند. آن‌ها ممکن است با یک اهرم فلزی، قرقره‌ها، یا از طریق اپراتور موتوری باز یا بسته شوند.
لوورهای آلومینیومی (تولید آلیاژ ۶۰۶۳ آلومینیوم) تأثیر تشعشع نور خورشید را تا ۸۰٪ کاهش داده و باعث می‌شود تا مصرف انرژی تا ۳۰٪ کاهش یابد. آفتابگیر یا شیدر یا لوور آلومینیومی به دو دسته ثابت و متحرک تقسیم‌بندی می‌شوند.

## کرکره
اغلب کرکره با لوور به جای یکدیگر به اشتباه استفاده می‌شود، تفاوت کلیدی بین تعبیه لوور و کرکره در این است که لوورها دارایی موقعیت مکانی ثابت هستند اما کرکره‌ها از داخل دارای یک سیستم قابل تنظیم هستند به طوری که کرکره‌ها موازی یکدیگر و بدون برخورد با هم قابل تنظیم هستند.

## کاربری‌ها

### در معماری
لوور به ندرت به عنوان یکی از عناصر طراحی اولیه در زبان معماری مدرن استفاده می‌شود، اما نسبتاً یک دستگاه ساده فنی می‌باشد.
گرم شدن هوا و همچنین انعکاس بیش از حد نور خورشید می‌تواند سطوح براق نمای خارجی ساختمان را با شرایط نامطلوبی روبرو کند. وجود یک سایه بان و آفتابگیر در نمای خارجی ساختمان بدون اینکه دید منظره بیرونی را محدود کند می‌تواند به‌طور چشمگیری تابش مستقیم اشعه خورشید بر روی شیشه‌ها و نما را کم کند و انعکاس شدید آن را بر چشمان ناظران کاهش دهد و همزمان دست یابی به نور کافی در داخل ساختمان را ممکن سازد.
لوورها علاوه بر جلوگیری از تابش نور مستقیم خورشید، مهندسین معمار را در طراحی نمای زیبا کمک می‌کنند. این لوورها نسل جدیدی از نورگیرها هستند که در سایزهای مختلف تولید شده و می‌توان آن‌ها را به صورت‌های افقی یا عمودی نصب نمود.
بعضی از لوورهای مدرن (پنجره) به منظور بهره‌وری بهتر از روشنایی روز در محیط داخلی ساختمان‌ها استفاده می‌شوند. سیستم‌های لوورثابت از جنس آینه می‌توانید باعث محدود شدن پرتوهای نور و تغییر مسیرپرتوهای پراکنده نور شوند. چنین سیستم‌هایی ممکن است در بین دو پانل شیشه دو جداره یکپارچه تعبیه شوند.
در مراکز صنعتی مانند ریخته‌گری فولاد و نیروگاه‌های برق، استفاده از لوورها بسیار رایج است. آن‌ها برای تهویه طبیعی و کنترل درجه حرارت استفاده شده‌است.

### زیر ساخت‌ها
لوورها ممکن است به عنوان یک نوع بازشو سیل که معمولاً توسط یک یا چند قسمت متحرک باشد. آن‌ها به گونه‌ای طراحی شده‌اند که ورود و خروج آب سیل به داخل ساختمان کنترل کنند و فشار یکسانی به دیوارها به خاطر آسیب‌های ناشی از سیل وارد شود.

### در حمل و نقل
لوور (هواکش) به عنوان دیوار نیمه فعال جهت کنترل حرارت در سفینه‌های فضایی نیز استفاده می‌شود. آن‌ها همچنین به عنوان لوازم جانبی برای برخی از خودرو استفاده می‌شوند.
سیستم لوور ممکن است به عنوان لنز چراغ راهنمایی رانندگی جهت جلوگیری از سیگنال‌های اشتباه چراغ راهنمایی رانندگی هوشمند نیز استفاده شود.

## نمونه‌های موردی
نمونه‌هایی از معمارانی که از لوور به عنوان عنصر تزئینی ساختمان هایشان استفاده کرده‌اند وجود دارند. یکی از مشهورترین نمونه‌های معمار مدرن آلورآلتو است که جنبه‌های زیباشناسی را در نمای ساختمانش از طریق ترکیب مختلف نوع و سایز لوورها و همچنین لوورهای ثابت و متحرکی که عمدتاً از چوب ساخته شده بودن ایجاد کرده. (به عنوان مثال، ساختمان‌های مختلف از دانشگاه تکنولوژی هلسینکی) نمونه موردی دوم اثر معمار نسل دوم مدرنیست، یوها لیبسکی می‌باشد که تحت تأثیرکار آلتو طراحی شده‌است.

## نصب لوورها

### ثابت
این سیستم از رایج‌ترین سیستم‌های نصب لوور است. به دلیل سادگی و اقتصادی بودن و امکان نصب مستقیم بر روی سیستم‌های نمای شیشه یا ورق کامپوزیت کاربرد متداول‌تری دارد. درنصب ثابت، لوورها یا به وسیله سوراخ‌هایی که بر روی درپوش آن‌ها تعبیه شده‌است به سازه متصل می‌شوند یا توسط پایه بر روی نگه دارنده خود متصل می‌شوند.

### متحرک
این سیستم مختص لوورهای دوکی و لوورهایی با ساختار مشابه می‌باشد که به صورت کنترل از راه دور یا سوییچی عرضه می‌گردد.

## مزایا
بسیاری از کشورها در اروپا اقدام به انتشار یک آیین‌نامه جدید ساختمانی نموده‌اند. در این آیین‌نامه‌ها سعی شده‌است با کاهش مصرف انرژی از این طریق با اثر گلخانه‌ای مقابله شود. یکی از مهم‌ترین عوامل مصرف انرژی در ساختمان، سرمایش است. با بکار بردن یک سایه‌بان مناسب می‌توان نیاز به سرمایش را به شدت کاهش داد یا حتی به کلی ازبین برد. خورشید از مهم‌ترین منابع گرما و نور است. گاهی اوقات طراحی، اندازه گذاری و کنترل یک سایه‌بان، کمی پیچیده و مشکل است. لوور آلومینیومی باید طوری طراحی شود تا گرمایش حاصل از اشعه مستقیم خورشید در طیف اصول گرم را کاهش دهد و درعین حال لوور آلومینیومی در طول فصل سرما مانع برای گرمایش خورشید نشود. برای رسیدن به این هدف می‌توان از نمودار خط سیر، محاسبه دقیق زاویه اشعه خورشید و تشکیل سایه در طول سال استفاده نمود.
لوورها علاوه بر جلوگیری از تابش نورمستقیم خورشید، مهندسین معمار را در طراحی نمای زیبا کمک می‌نماید. در برخی ساختمانها یا محیط های داخلی با تکیه بر زیبایی و طرح جذاب لوور برای پوشش نما یا معماری داخلی استفاده می‌شود.